# Running Free
"Running Free" é o primeiro single da banda inglesa Iron Maiden e terceira faixa do álbum de estréia, Iron Maiden. 
De acordo com o vocalista Paul Di'Anno, que escreveu a letra da música, é "uma música muito autobiográfica, embora é claro que eu nunca tenha passado a noite em uma cadeia de Los Angeles. É sobre ter 16 anos e, como diz, apenas correr selvagem e correndo livremente..."
A arte da capa é considerada a primeira aparição oficial do mascote da banda, Eddie, que aparece com o rosto inteiramente coberto porque a banda não queria que a aparência do mascote fosse revelada até o lançamento do primeiro álbum. A arte da capa também possuí algumas referências a bandas de heavy metal da época, como Led Zeppelin, Scorpions, Judas Priest e algumas outras bandas.
"Burning Ambition", lado B do single, foi escrita por Steve Harris durante a sua época na banda Gypsy's Kiss. O solo de guitarra é desempenhado por Dave Murray. Essa música é o único lançamento comercial da banda com o baterista Doug Sampson, já que no lançamento do primeiro álbum ele já tinha sido substituido por Clive Burr.
Em 1985, uma versão ao vivo foi lançada como o primeiro single do álbum Live After Death.
Um cover da música foi lançado em 2008 pela banda americana Year Long Disaster no CD de tributo Maiden Heaven: a Tribute to Iron Maiden, lançado pela revista Kerrang!.

## Lista de reprodução

### Single de 1980
1. "Running Free" (Paul Di'Anno, Steve Harris) - 3:16
2. "Burning Ambition" (Steve Harris) - 2:42

### Single ao vivo de 1985
1. "Running Free" (Paul Di'Anno, Steve Harris) – 3:28
2. "Sanctuary (ao vivo)" (Iron Maiden) – 4:41
3. "Murders In The Rue Morgue (ao vivo)" (Steve Harris)- 4:33

## Créditos

### Single de 1980
- Paul Di'Anno - vocal
- Dave Murray - guitarra
- Dennis Stratton - guitarra e vocal de apoio somente em "Running Free"
- Steve Harris - baixo e vocal de apoio
- Clive Burr - bateria somente em "Running Free"
- Doug Sampson - bateria somente em "Burning Ambition"

### Single ao vivo de 1985
- Bruce Dickinson – vocal
- Dave Murray – guitarra
- Adrian Smith – guitarra, vocal de apoio
- Steve Harris – baixo, vocal de apoio
- Nicko McBrain – bateria